# كاميرا الحركة

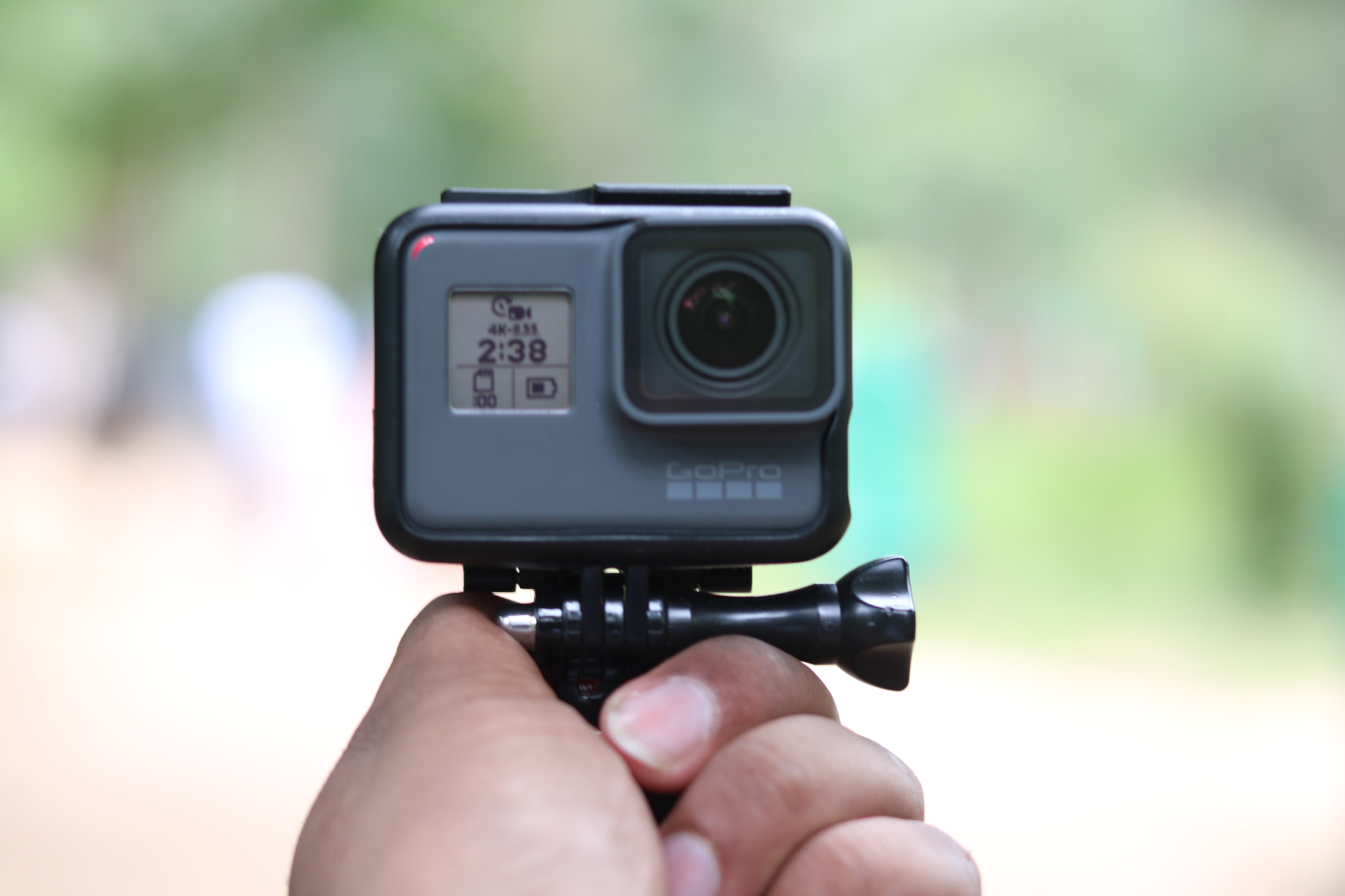
كاميرا حركة من نوع جو برو

كاميرا الحركة أو كاميرا الاكشن هي كاميرا رقمية صغيرة مصممة لتسجيل الحركة والأحداث أثناء الانغماس بها بصورة ذاتية وبدون الحاجة الدائمة لمتابعتها . ولذلك عادةً ما تكون كاميرات الحركة صغيرة الحجم وخفيفة الوزن ، وببنية قوية ضد الاهتزازات والسقوط ، ومقاومة للماء والأوساخ بصورة جيدة . تستخدم كاميرا الاكشن عادةً عدسات واسعة الزاوية wide angle وثابته البعد البؤري fixed focus وتكون في وضع التركيز الإجمالي Hyperfocal distance حيث يكون الهدف ضمن المسافة المعتادة في الصورة ضمن التركيز والحدة المقبولة وذلك يمكنها من تسجيل الأحداث أمامها بأقل قدر من تدخل المستخدم و دون الحاجة للضبط وتعمل بضغطة زر واحدة ليتم تسجيل فيديو عالي الدقة بصورة مستقرة او التقاط الصور الثابتة في الوضع المتتابع بإعدادت ان وجدت تكون تلقائية وسهلة

## وصف
عادة ما يتم ارتداء الكاميرا أو تركيبها بطريقة تمكنها من التصوير من وجهة نظر الشخص المؤدي. بعض الأمثلة على الأماكن الشائعة لتركيب كاميرا الحركة هي على القبعة أو الخوذة، أو على الصدر، أو على مقود الدراجة أو اي سطح مناسب. يمكن أيضًا تركيبها على حامل ثلاثي القوائم أو حامل أحادي القوائم للاستخدام اليدوي. عادةً ما يتم تصميم كاميرا الحركة بحيث تتطلب الحد الأدنى من التفاعل بمجرد بدء التسجيل، حيث يسمح هذا بالتقاط الحركة بشكل مستمر دون الحاجة إلى التفاعل مع الكاميرا. تسجل كاميرا الحركة النموذجية على بطاقة micro SD ، وتحتوي على موصل Micro-USB أو USB-C او اتصال لاسكي عبر wifi .

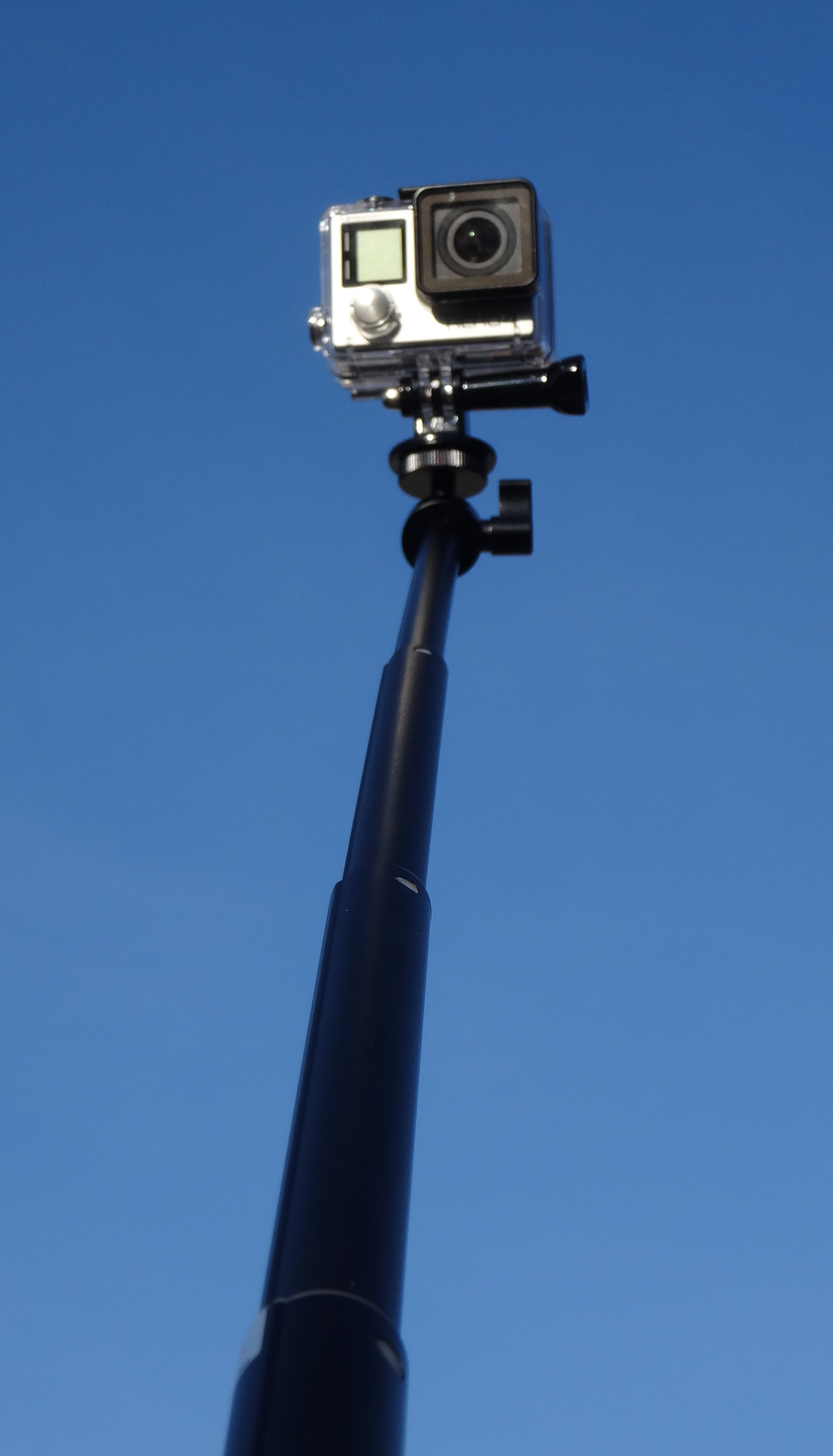
كاميرا جو برو محمولة على عصا

ترتبط كاميرات الحركة بالرياضات الخارجية والخطرة ، وغالبًا ما تكون مثبتة على الخوذات أو ألواح التزلج على الأمواج أو مقاود المركبات، وهي جزء لا يتجزأ من العديد من الرياضات المتطرفة مثل القفز بالمنطاد والطيران بالبدلة المجنحة . في بعض الأحيان يتم استخدام عدة كاميرات لالتقاط وجهات نظر مختلفة، مثل كاميرا الخوذة التي ترى وجهة نظر الممثل بالاشتراك مع كاميرا ثانية متصلة ببيئة الراكب، مثل اللوح أو الجناح أو المقود أو المعصم، والتي تنظر إلى الراكب وتسجل ردود أفعاله.
ترتبط الفئة عادةً بمجموعة كاميرات جو برو GoPro ، وتأتي العديد من كاميرات الحركة مع محول تركيب GoPro للاستفادة من الملحقات المتوفرة لهذه الكاميرات. ومع ذلك، هناك العديد من البدائل لـ GoPro التي دخلت سوق كاميرات الحركة في الآونة الأخيرة.
في عام 2014، ارتفعت مبيعات كاميرات الحركة في جميع أنحاء العالم بنسبة 44 بالمائة مقارنة بالعام السابق، ونصفها لديه القدرة على التصوير بدقة فائقة الوضوح 4K . تجاوزت مبيعات كاميرات الحركة مبيعات كاميرات الفيديو التقليدية والكاميرات المدمجة.